# ممالك البارود
تشير فترة ممالك البارود والمعروفة أيضًا بعصر البارود الإسلامي، هو مصطلح جماعي يشير إلى ثلاث ممالك تركية فارسية: الدولة العثمانية والصفوية ومغول الهند من القرن السادس عشر إلى القرن الثامن عشر في فترة ازدهرت فيها تلك الممالك، حيث كانت من أقوى الاقتصادات وأكثرها استقرارًا في الحقبة الحديثة المبكرة، مما أدى إلى حدوث توسع تجاري واهتمام ثقافي متزايد، في حين كانت مؤسساتهم السياسية والقانونية موحدة ومركزية بقوة. شهدت هذه الفترة زيادة كبيرة في دخل الفرد وفي التعداد السكاني وسرعة مطردة في مجال الابتكار التكنولوجي. وامتدت قوة تلك الممالك من أوروبا الشرقية وشمال أفريقيا في الغرب إلى البنغال وأراكان في الشرق.
غزت ممالك البارود الإسلامية مساحات شاسعة من الأراضي باستخدام الأسلحة النارية المبتكرة حديثًا وتطويرها، وخاصة المدافع والأسلحة الصغيرة في سياق التوسع الإمبراطوري. وكما هو الحال في أوروبا أدى إدخال أسلحة البارود إلى تغييرات مثل صعود الدول الملكية المركزية. يُشهَد للمغول الهنود الموجودين في شبه القارة الهندية بعمارتهم الباذخة التي ورثوها جزئيا من عصر النهضة التيموري وبأنهم بشروا في البنغال بعصر التحول الصناعي الأول، بينما شكل الصفويون إدارة حكومية فعالة وعصرية في إيران ومولوا أهم التطورات في الفنون الجميلة، وكان سلاطين الخلافة العثمانية في القسطنطينية واشتهروا باسم قيصر روما وخادم الحرمين الشريفين، وبالتالي رأس العالم الإسلامي. أثرت قوتهم وثروتهم وهندستها المعمارية ومساهماتهم المختلفة بقوة على مسار التاريخ الآسيوي والأوروبي.

## مفهوم هودجسون - مكنيل
صاغ تلك العبارة كلا من مارشال هودسون وزميله وليام ماكنيل من جامعة شيكاغو. استخدم هودجسون العبارة في عنوان الكتاب الخامس («الازدهار الثاني: عصر إمبراطوريات البارود») من عمله المؤثر للغاية المؤلف من ثلاث مجلدات: مشروع الإسلام (1974). رأى هودجسون بأن أسلحة البارود كانت مفتاح نشوء «الدول ترعى العسكرية في أواخر الفترة الوسطى» التي حلت محل القبائل الكونفدرالية التركية غير المستقرة والمحدودة جغرافيًا التي سادت في فترة ما بعد المغول. عرّف هودجسون «الدولة راعية العسكرية» بأنها تمتلك ثلاث خصائص:
أولًا، إضفاء الشرعية لقانون الحاكم المستقل.
ثانيًا: تَصوُّر كامل الدولة باعتبارها القوة العسكرية الوحيدة.
ثالثًا: محاولة تبيان أن كل الموارد الاقتصادية والثقافية الرفيعة هي ملك لكبار العائلات العسكرية.

نمت هكذا دول «من أفكار المغول الشاملة حول العظمة»، لكن أمكن لتلك الأفكار أن تتطور وتشكل ممالك بيروقراطية مستقرة عندما تبلغ أسلحة البارود وتقنياتها المتخصصة موقعا مهماً في الحياة العسكرية».
جادل ماكنيل أنه متى ما كانت هكذا دول «قادرة على احتكار سلاح المدفعية الجديد، فإن السلطات المركزية  تكون قادرة على توحيد مناطق أكبر ضمن دول جديدة أو موحدة حديثًا». كان الاحتكار أمرًا جوهريًا. على الرغم من أن أوروبا كانت رائدة في تطوير سلاح مدفعية جديد في القرن الخامس عشر، إلا أنه لم يُحتكر من قِبل أي دولة. كانت معرفة كيفية قولبة السلاح متركزة في البلدان المنخفضة قرب مصب نهري سخيلده والراين. قسمت فرنسا وآل هابسبورغ تلك الأقاليم بينها، مما أدى إلى نشوء حالة ترقب للمواجهة. وفي المقابل سمحت هكذا احتكارات للدول بتشكيل إمبراطوريات عسكرية في غرب آسيا وروسيا والهند، و«بطريقة معدلة جدا» في الصين وكوريا واليابان.

## الآراء التالية حول هذا المفهوم
بدأ في الآونة الأخيرة التشكيك بفرضية هودجسون-مكنيل حول ممالك البارود بأنها ليست تفسيرًا «ملائمًا أو دقيقًا»، بالرغم من أن المصطلح لا يزال قيد الاستخدام. فقد تم تقديم أسباب أخرى -بخلاف أو بالإضافة إلى- التكنولوجيا العسكرية للظهور المتزامن تقريبًا لثلاث ممالك عسكرية مركزية في مناطق متجاورة تهيمن عليها قبائل تركية لامركزية. وذكرت إحدى التفسيرات والتي أطلق عليه مؤرخو أوروبا القرن الخامس عشر اسم «النظام الطائفي»، دراسة كيف أن العلاقة بين الكنيسة والدولة سويت من خلال تأكيدات طائفية ومراسيم كنسية، أدت إلى نشوء أنظمة سياسية مطلقة. واستخدم دوجلاس ستريوساند الصفويين كمثال:
فرض الصفويون منذ بدايتهم هوية دينية جديدة على عموم السكان. لم يسعوا إلى تطوير هوية قومية أو لغوية، لكن سياستهم كان لها ذلك التأثير.
تتمثل إحدى عيوب نظرية هودجسون-ماكنيل في أن اقتناء الأسلحة النارية لا يبدو أنه سبق الاستحواذ الأولي على الأراضي التي تشكل الكتلة الملكية الحرجة لأي من الممالك الإسلامية الحديثة الثلاث، باستثناء سلطنة مغول الهند. علاوة على ذلك يبدو أن الالتزام بالحكم الاستبدادي العسكري قد سبق اقتناء أسلحة البارود في جميع الحالات الثلاث. ولا يبدو أن موضوع اقتناء أسلحة البارود وادماجها في الجيش قد تأثر بأي نوع من الإسلام الذي روجت له مملكته الخاصة. سواء كان البارود مرتبطًا بطبيعته بوجود أي من هذه الممالك الثلاث أم لا، فلا يمكن التشكيك في أن كل واحدة من تلك الممالك حصلت على مدفعية وأسلحة نارية في وقت مبكر من تاريخها وجعلت هذه الأسلحة جزءًا لا يتجزأ من تكتيكاتها العسكرية.
أشار مايكل أكسورثي إلى أن التسمية مضللة في حالة الصفويين. فعلى عكس الجيوش الأوروبية المعاصرة استخدم الجيش الصفوي في الغالب السيوف والرماح والأقواس حتى منتصف القرن الثامن عشر. لم يتم تجهيز غالبية القوات الإيرانية بالأسلحة النارية حتى حكم سلالة الأفشارية التابعة لنادر شاه.

## ممالك البارود في العالم الإسلامي

### الدولة العثمانية

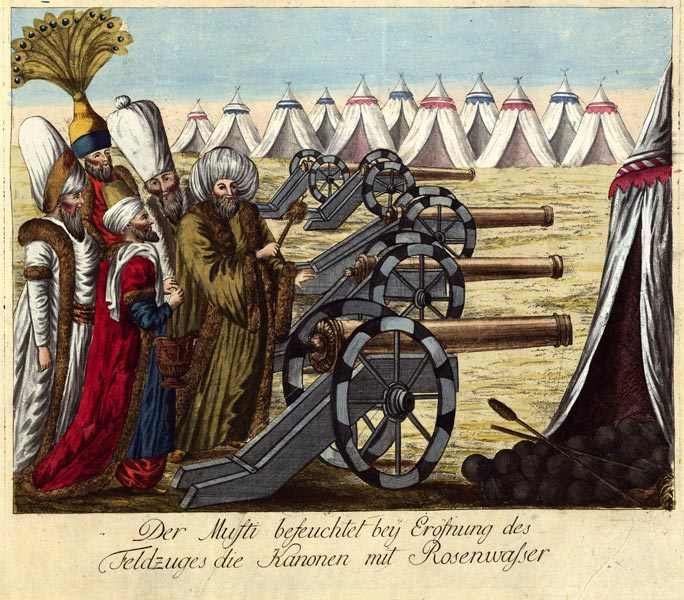
جنود عثمانيون

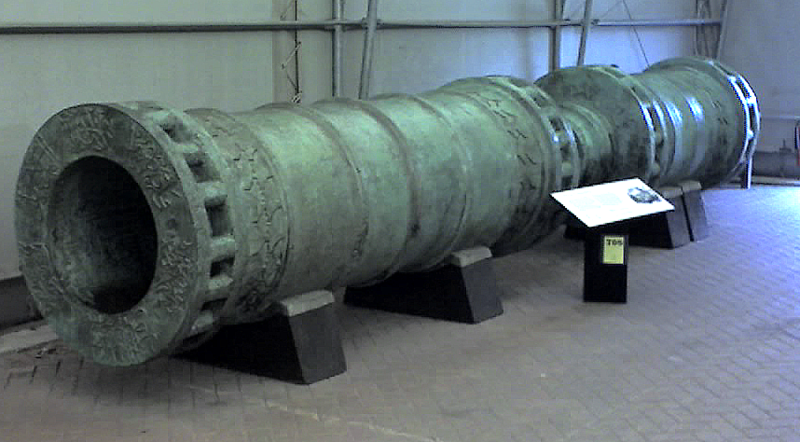
مدفع الدردنيل البرونزي وهو معروض في قلعة نيلسون في هامبشاير. استخدم الأتراك العثمانيون تلك المدافع في فتح القسطنطينية سنة 1453.

كانت الدولة العثمانية أولى الممالك الثلاث التي حصلت على أسلحة البارود. وفي القرن الرابع عشر كان العثمانيون قد اعتمدوا سلاح مدفعية البارود. وكان اعتمادهم لتلك الأسلحة سريعًا لدرجة أنهم سبقوا خصومهم الأوروبيين والشرق الأوسطيين في إنشاء قوات مركزية ودائمة متخصصة في تصنيع الأسلحة النارية والتعامل معها. وصدموا خصومهم مما دفع للمملكتين الإسلاميتين الأخريين إلى تسريع برامج أسلحتهم. وبدأ امتلاكهم للمدفعية في عهد بايزيد الأول على أقرب تقدير، واستخدموها في حصار القسطنطينية سنوات 1399 و 1402. وأثبتوا أخيرًا قيمتها كمحركات حصار في فتح سالونيك سنة 1430. استخدم العثمانيون مسابك شرق أوسطية بالإضافة إلى مسابك أوروبية لصنع قوالب المدافع، وفي فتح القسطنطينية سنة 1453، كانت لديهم مدافع كبيرة بما يكفي لضرب أسوار المدينة، مما أثار رهبة المدافعين.
استمر استخدام الجيش العثماني المنتظم للأسلحة النارية متقدمًا على وتيرة نظرائهم الأوروبيين. واستخدم المشاة الإنكشاريون الأقواس والسهام. إلا أنهم تدربوا خلال فترة حكم السلطان محمد الفاتح على استخدام الأسلحة النارية، وأصبحوا «ربما أول قوة مشاة دائمة مزودة بالأسلحة النارية في العالم». وهكذا اعتبر الإنكشارية أول الجيوش الحديثة تمكنت من الجمع بين المدفعية والقوة النارية. أثبت الجمع بين المدفعية والقوة النارية للإنكشارية أنه حاسم في فارنا سنة 1444 ضد قوة من الصليبيين، باشكنت سنة 1473 ضد آق قويونلو، وموهاج سنة 1526 ضد المجر. لكن المعركة التي أقنعت الصفويين والمغول بفاعلية البارود كانت معركة جالديران.
استخدم الإنكشارية فتيلة [الإنجليزية] قربينة في أربعينيات القرن الرابع عشر. ثم ظهر بعدها المسكيت في الدولة العثمانية حوالي 1465. وقد استخدم لاحقا الفولاذ الدمشقي في إنتاج الأسلحة النارية مثل المسكيت من القرن السادس عشر. وفي معركة موهاج سنة 1526 شكل الإنكشاريون المجهزون بـ 2000 تفك (وهي كلمة تركية وتعني السلاح) تسعة صفوف متتالية وأطلقوا أسلحتهم صفًا تلو الآخر في وضع الركوع أو الوقوف دون الحاجة إلى دعم إضافي أو استراحة. وتبنى الصينيون بعدها وضعية الركوع العثمانية لإطلاق النار. وقد وصف الكاتب الصيني زهاو شيزن في 1598 البنادق التركية بأنها متفوقة على البنادق الأوروبية. وصف الصيني وو بي تشيه (1621) البنادق التركية التي استخدمت تقنية الجريدة المسننة، والتي لم يكن معروفًا أنها استخدمت في أي أسلحة نارية أوروبية أو صينية في ذلك الوقت.
وصمم منير علي مدفع الدردنيل وشكله من البرونز في 1464. ولا يزال المدفع موجودًا للخدمة بعد أكثر من 340 عامًا في سنة 1807، عندما ظهرت قوة البحرية الملكية وبدأت بعملية الدردنيل [الإنجليزية]. فقامت القوات التركية بتحميل المدافع القديمة بالوقود الدافع والمقذوفات، ثم أطلقتها على السفن البريطانية، فتكبد الإسطول البريطاني 28 قتيل من هذا القصف.

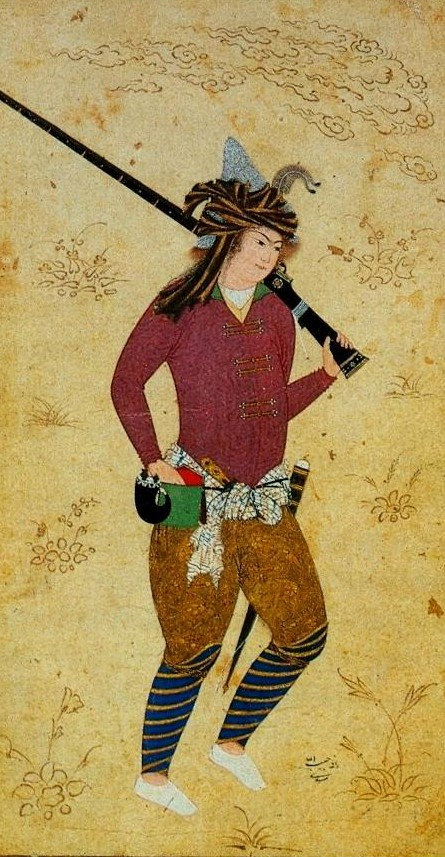
حامل المسكيت فارسي في زمن عباس الأول لحبيب الله مشهدي (متحف الفن الإسلامي في برلين).

وفي جالديران التقى العثمانيون والصفويين في المعركة لأول مرة. فتحرك السلطان سليم الأول شرقًا بمدفعيته الميدانية في 1514 لمواجهة ما اعتبره تهديدًا شيعيًا حرضه الشاه إسماعيل لصالح خصوم سليم. راهن إسماعيل على سمعته كحاكم مُفضل من الله بقوة سلاح الفرسان ضد موقع عثماني ثابت. نشر العثمانيون مدافعهم بين العربات التي كانت تقلها، والتي وفرت أيضًا غطاءً للانكشاريين المسلحين. كانت نتيجة الحملة خسائر مدمرة لسلاح الفرسان الصفوي. وكانت الهزيمة شديدة لدرجة أن القوات العثمانية تمكنت من المضي قدمًا واحتلال العاصمة الصفوية تبريز لفترة وجيزة. ولكن نطاق الحملة المحدود للجيش العثماني منعه من السيطرة على المدينة وإنهاء الحكم الصفوي.

### الدولة الصفوية
على الرغم من أن هزيمة جالديران قد أنهت برنامج إسماعيل للتوسع الإقليمي، إلا أن الشاه اتخذ خطوات فورية للحماية من التهديد الحقيقي للسلطنة العثمانية من خلال تسليح قواته بأسلحة البارود. في غضون عامين من جالديران، كان لدى إسماعيل فيلق من رماة المسكيت (تفكجي) بلغ عددهم 8000، وربما بلغ 20 ألفا في 1521. وبعد إصلاح عباس الكبير للجيش (حوالي 1598) كان لدى القوات الصفوية فيلق مدفعي من 500 مدفع بالإضافة إلى 12000 رامي مسكيت.
استخدم الصفويون سلاح البارود بداية ضد الأوزبك، الذي غزوا شرق بلاد فارس خلال الحرب الأهلية التي أعقبت وفاة إسماعيل الأول. فقاد الشاه الشاب طهماسب الأول جيشًا لإنتزاع هرات، والتقى بالأوزبك في 24 سبتمبر 1528 في جام حيث انتصر عليهم. حيث نشر جيش الشاه مدافع (بنادق دوارة على عربات) في الوسط محميًة بالعربات مع سلاح فرسان على كلا الجانبين. ووصف السلطان المغولي بابر التشكيل في جام بأنه على غرار الأناضول. على الرغم من أن سلاح الفرسان الأوزبكي اشتبك مع الجيش الصفوي وقلبه على الجانبين، إلا أن المركز الصفوي صمد (لأنه لم يشارك مباشرة مع الأوزبك). وتحت قيادة شخصية لطهماسب اشتبكت مشاة المركز وشتتوا الوسط الأوزبكي وأمنوا الميدان.

### سلطنة مغول الهند

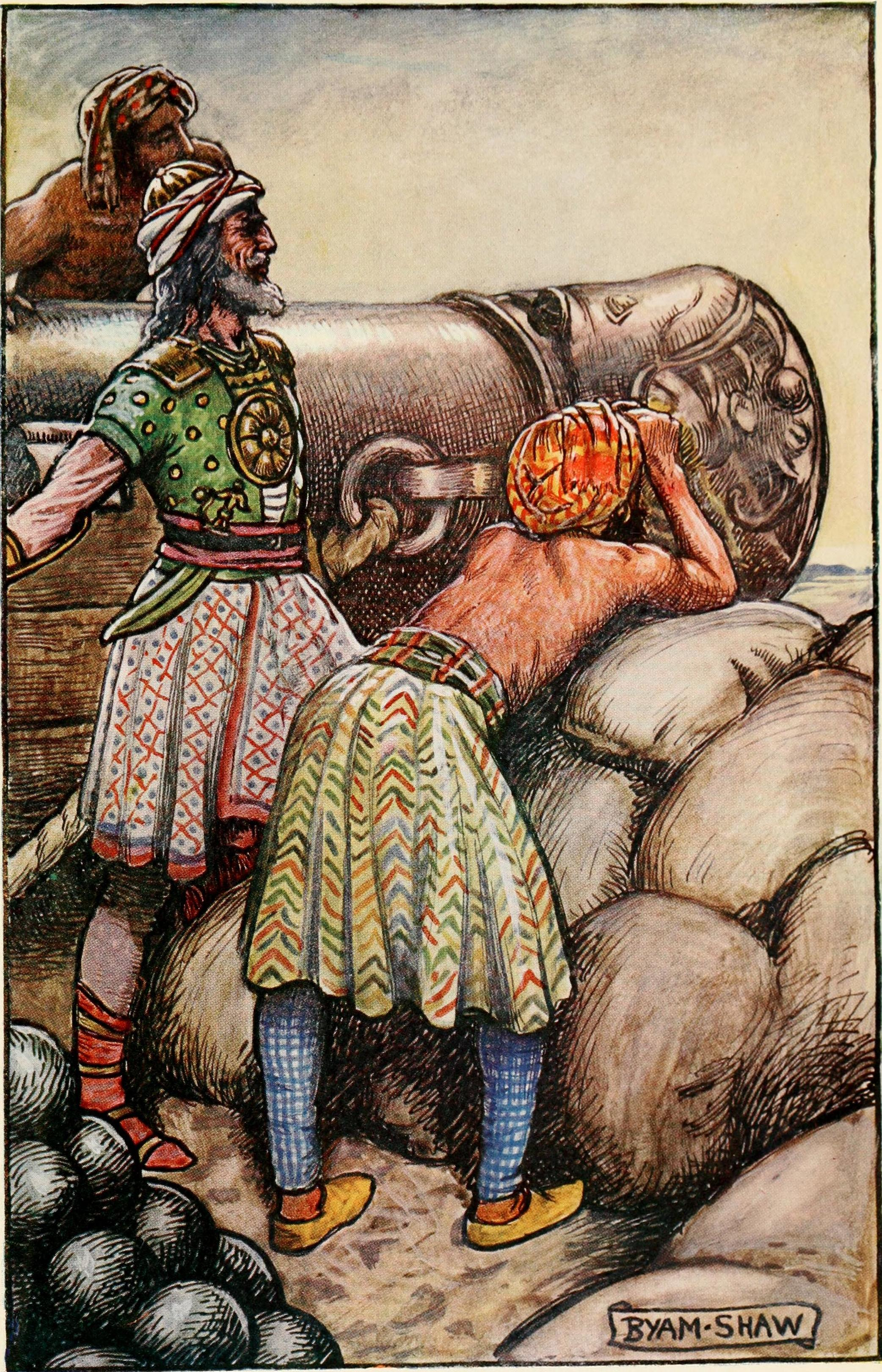
جنود مدفعية خلال حكم جلال الدين أكبر

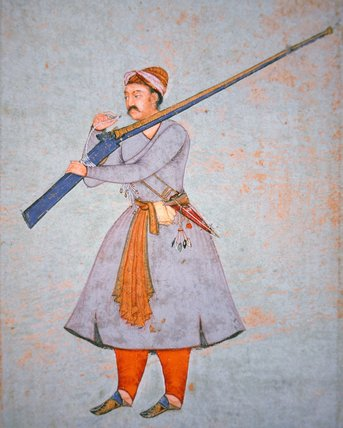
ملقم البندقية من مغول الهند.

بدأ بابر يولي وجهه صوب الهندستان بعدما استنجد به فريق من كبار الأمراء من بينهم دولت خان اللودهي وعلاء الدين علم خان وحرضوه على دخول الهند وإنزال سلطان دلهي إبراهيم اللودهي عن عرشه. كان بابر على دراية بأسلحة البارود النارية والمدفعية الميدانية وطريقة نشرها. وقد وظف الخبير العثماني الأستاذ علي قولي [الإنجليزية]، الذي أظهر لبابر التشكيلات العثمانية المثالية- مدفعية ومشاة مزودة بأسلحة نارية محمية بعربات في الوسط ورماة سهام على كلا الجناحين-. استخدم بابور هذا التشكيل في معركة پاني پت سنة 1526، حيث هُزمت القوات الأفغانية والراجپوتيين الموالين لسلطنة دلهي، على الرغم من تفوقها في العدد ولكن بدون أسلحة البارود. فالانتصار الحاسم للقوات التيمورية هي أحد الأسباب التي جعلت من النادر للمعارضين أن يلتقوا بأمراء المغول في معركة ضارية على مدار تاريخ الدولة. تم وصف عهد أكبر العظيم وشاهجهان وأورنجزيب بأنه ذروة تاريخية للتاريخ الهندي. أصبحت سلطنة مغول الهند كيانًا جيوسياسيًا قويًا حيث بلغ عدد سكانها في بعض الأحيان 16.1٪ من سكان العالم. وورثوا عناصر من الثقافة والفن الفارسيين كما فعل العثمانيون والصفويون.

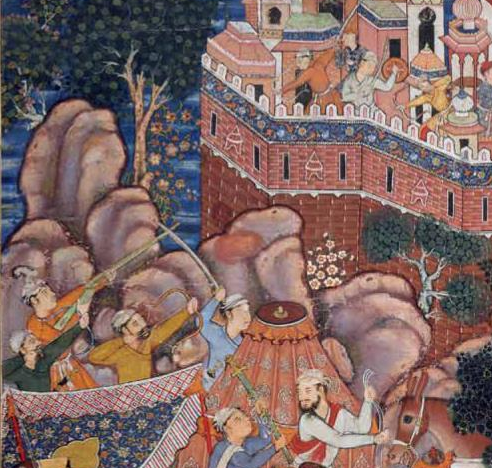
رماة المسكيت من مغول الهند

## ممالك البارود في شرق آسيا
اشتهرت ممالك البارود الإسلامية الثلاث بالنجاح الذي حققته بسرعة في الهيمنة على ساحات القتال باستخدام أسلحتها النارية وتقنياتها الحديثة. عادة ما يتم تجاهل قوى شرق آسيا ونجاحها العسكري في هذا الموضوع ليس بسبب نجاح الممالك الإسلامية فقط، ولكن الأوروبية أيضًا. ومع ذلك فإن نجاح وابتكار مكافحة البارود في شرق آسيا جدير أن يذكر في نفس سياق ماشهدته ممالك البارود الإسلامية في تقدمها العسكري.

### الصين
كانت هناك طرق مختلفة وصلت بها الأسلحة النارية الصغيرة إلى الصين. خلال العصر الذهبي للقرصنة في شرق آسيا بين أربعينيات وستينيات القرن السادس عشر، ومن المرجح أنه من خلال معاركهم وغيرها من المواجهات مع هؤلاء القراصنة حصلت قوات مينغ حتمًا على تلك الأسلحة ونسختها. كان من المحتمل أيضًا أن يكون الملاح القوي وانغ تشي [الإنجليزية] الذي كان يسيطر على الآلاف من الرجال المسلحين قد استسلم إلى مينغ في 1558 وقاموا بنسخ أسلحته. وكان هذا الأداء الخاص بتقنية قربينة أول من أثار اهتمام رجال دولة مينغ الصينيين لتوسيع استخدامهم لتلك الأسلحة.
ربما وصلت أسلحة القربينة التركية إلى الصين قبل البرتغالية. ففي كتاب تشاو شيزين سنة 1598 المسمى شينجيبو (Shenqipu) كانت فيه رسوم لرماة البندقية العثمانية مع شرح مفصل للبندقية، إلى جانب الرماة الأوروبيين مع رسوم توضيحية تفصيلية لبنادقهم. وكان فيه أيضًا شرح مفصل لكيفية تبني الصينيين موقف الركوع العثماني في إطلاق النار. ووصف تشاو شيزين المسكيت التركية بأنها متفوقة على نظيرتها الأوروبية. ووصف ووبي تشيه (1621) البنادق التركية التي استخدمت آلية الجريدة المسننة والتي لم يكن معروفًا أنها استخدمت في أي أسلحة أوروبية أو صينية قبل ذلك الوقت.
مارس الصينيون بشكل مكثف استراتيجيات تكتيكية قائمة على استخدام الأسلحة النارية مما أدى إلى نجاحات عسكرية. فقام الجنرال الشهير في أسرة مينغ كي جكوانغ [الإنجليزية] بتدريب جنوده إلى أقصى حد حتى يكون أدائهم في المعركة ناجحًا. واستخدم أيضا تقنيات قتالية مبتكرة مثل المقذوفات الطائرة والتراجع المضاد والتقسيم إلى مجموعات صغيرة، بل وشجع على وجود تشكيل مرن للتكيف مع ميدان المعركة.
خلال الحرب الصينية الهولندية [الإنجليزية] التي بدأت في 1661 استخدم قائد مينغ كوشينكا تكتيكات مماثلة لكي جكوانغ في المعركة. فربما امتلك الهولنديين أسلحة متفوقة، إلا أن الصينيون تمكنوا من هزيمتهم من خلال التزامهم الصارم بالانضباط وقدرتهم على البقاء في التشكيل. وكان في النهاية أسلوبهم وتدريبهم هو ما هزم الأسلحة الهولندية.

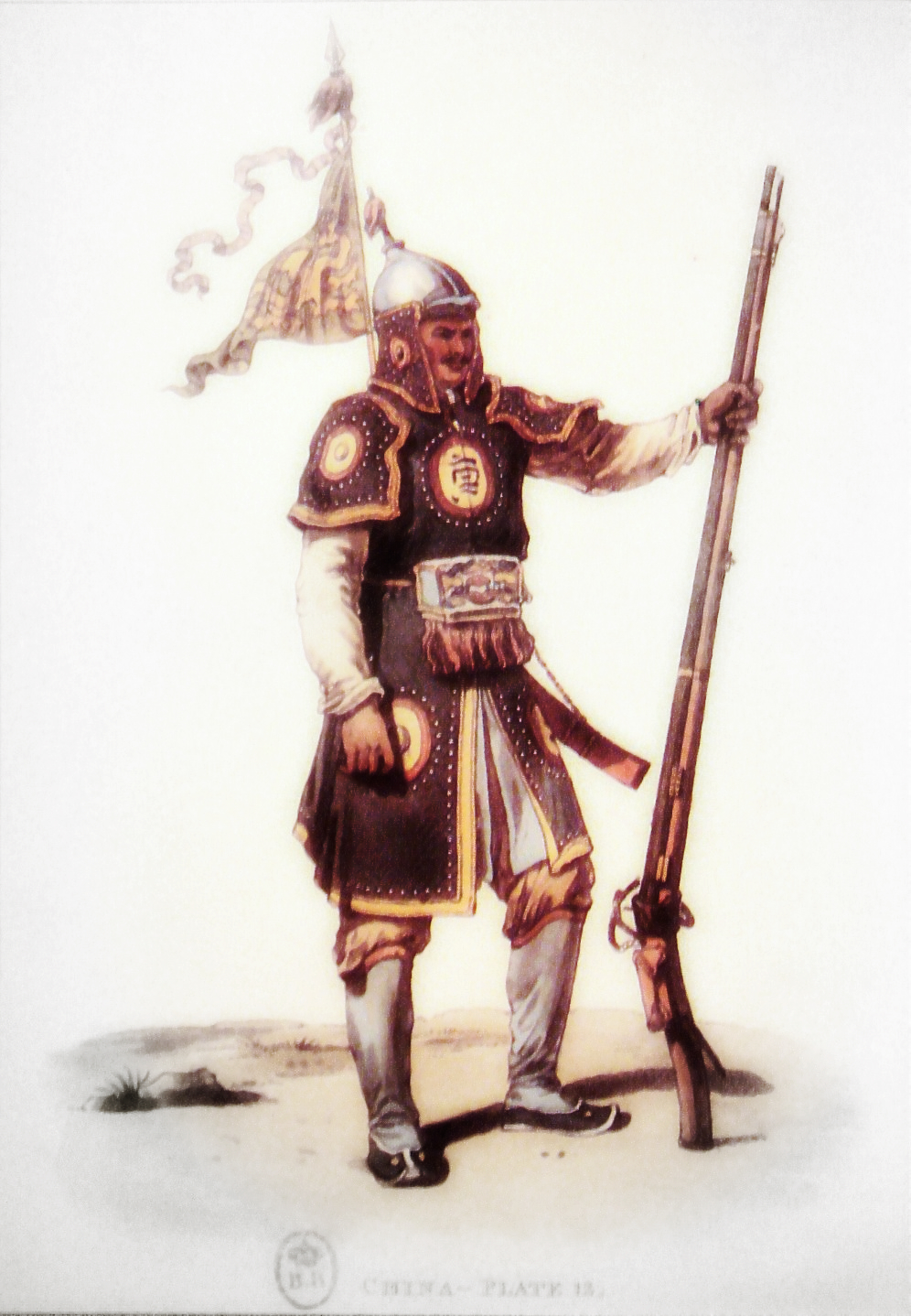
جندي من عصر تشيان لونغ يحمل قربينة.

ظهر في سنة 1631 القوات الثقيلة التي تمكنت من صنع وتشغيل مدافع على النمط الأوروبي، وتميزت المدافع المستوردة في عهد أسرة تشينغ بسمعة عالية مثل «الجنرال العظيم ذو اللون الأحمر» [الإنجليزية]. لم يهتم نخبة المانشو مباشرة بالبنادق وإنتاجها، مفضلين بدلاً من ذلك تفويض المهمة إلى الحرفيين الهان الصينيين، الذين أنتجوا لملوك تشينغ مدفعًا معدنيًا مركبًا مشابهًا يُعرف باسم «جنرال شينوي الكبير». كما استخدمت المدفعية وبنادق المسكيت على نطاق واسع في حروب الحملات العشر الكبرى. ولكن بعد أن اكتسبت أسرة تشينغ هيمنتها على شرق آسيا في منتصف القرن الثامن عشر، أصبحت ممارسة تصنيع المدافع المعدنية المركبة في حالة من الإهمال حتى واجهت السلالة تهديدات خارجية مرة أخرى في حرب الأفيون سنة 1840، وفي تلك المرحلة كانت المدافع الملساء قد بدأت تتآكل بالفعل، حيث عفا عليها الدهر نتيجة للمواسير المتآكلة.

### اليابان
استخدم اليابانيون القربينة البرتغالية منذ منتصف القرن السادس عشر. وذكرت عدة روايات أن قراصنة برتغاليين عملوا مع قراصنة صينيين انتهت بهم الصدفة إلى اليابان، فرأى الحاكم المحلي أسلحتهم وأعجب بها. وبعدها بفترة بدأ اليابانيون إنتاج أسلحة ذات الطراز البرتغالي لأنفسهم وبكميات كبيرة. وذكرت أقوال أخرى بأنه ربما تكون تقنية الأسلحة النارية هذه قد تسربت إلى اليابان في بداية 1540 جراء الحركة المستمرة للمرتزقة اليابانيين الذين كان بإمكانهم التقاط الأسلحة النارية في رحلاتهم. وسرعان ما أصبح عدد الجنود اليابانيون الذين يحملون أسلحة نارية أكثر من نظرائهم الذين يحملون أسلحة أخرى بشكل كبير.
استشهد تونيو أندرادي بأن انموذج الثورة العسكرية الذي منح الأوروبيين نجاحًا عسكريًا ضمن استخدام تقنيات فائقة للمناورة. وتلك المناورة التي يقصدها هي رماة المسكيت. يقال إن أسلوب التسديد من اختراع الجنرال الياباني أودا نوبوناغا. الذي استخدم أسلوب رماة السهام اليابانيون، لكن تأثير هذه التقنية من السماح للجنود بإعادة التحميل في نفس الوقت الذي يمكن فيه للآخرين إطلاق النار كان مدمرًا للأعداء.

### كوريا
بدأ الكوريون استخدام الأسلحة النارية الصينية والأسلحة المصنوعة عندهم منذ أواخر القرن الرابع عشر. حيث كانوا بارعين ومبدعين في استراتيجياتهم في ميدان المعارك. وكانت هناك روايات عن الكوريين بأنهم استخدموا نوعًا من تقنية المقذوفات في سنة 1447. وكانت الحرب بين اليابانيين ضد الكوريين ومينغ في سنوات 1592 - 1598 قد غيرت وجهة نظر الكوريين في تقنية الحروب. على الرغم من أن الحرب كانت هزيمة مدمرة للكوريين، إلا أنها أجبرتهم على فهم أنهم بحاجة إلى استخدام بندقية المسكيت بالإضافة إلى الأساليب اليابانية والصينية. سرعان ما انتجوها لتكون قاعدة لتكتيكاتهم العسكرية، وفي سنة 1594 أصبح رماة المسكيت أكثر من 50٪ من الجيش. حيث تدربوا على كتيبات استندت إلى تقنيات كي جكوانغ مثل تسديد الرماية مع دمج أساليبهم الخاصة أيضًا. وكانت تلك الأحداث بمثابة بداية لثورة عسكرية كورية تمكنوا فيها من محاربة أعدائهم باستخدام الأساليب والعتاد العسكري الحديث.
وظهرت العديد من المعارك استخدم فيها الجيش الكوري تقنياتهم الجديدة بفعالية. ففي 1619 ساعد الكوريون مملكة مينغ ضد المانشو، وهم قوة عسكرية ضخمة. ومع أنهما خسرا الحرب، إلا أن الكتيبة الكورية أظهرت تقنياتها الناجحة في المعركة. ثم في سنة 1627 و 1636 واجه الكوريون المانشو بمفردهم، وأظهروا مرة أخرى كفاءتهم في المعركة باستخدام تكتيكات المسكيت. ولكنهم خسروا مرة أخرى أمام المانشو في كلتا المعركتين. وفي سنة 1654 و 1658 ساعد الكوريون أسرة تشينغ في حربهم ضد الروس للسيطرة على الأراضي في منشوريا. وفي تلك المعارك أظهر الكوريون تكتيكاتهم المتفوقة وكانوا سبب في هزيمة الروس.

### فيتنام
خلال توسع فيتنام لم يكن هناك اهتمامًا قويًا في استخدام وابتكار البارود. وفي الواقع كان هناك اعتقاد شائع بأن الفيتناميين هم من أدخل الأسلحة النارية إلى الصين، على الرغم من اعتراض علماء آخرين. وبغض النظر فقد تركت تقنية البارود علامة لا يمكن إنكارها في التاريخ الفيتنامي، مما سمح «بالزحف نحو الجنوب» والتوسع الكبير في الأراضي الفيتنامية.

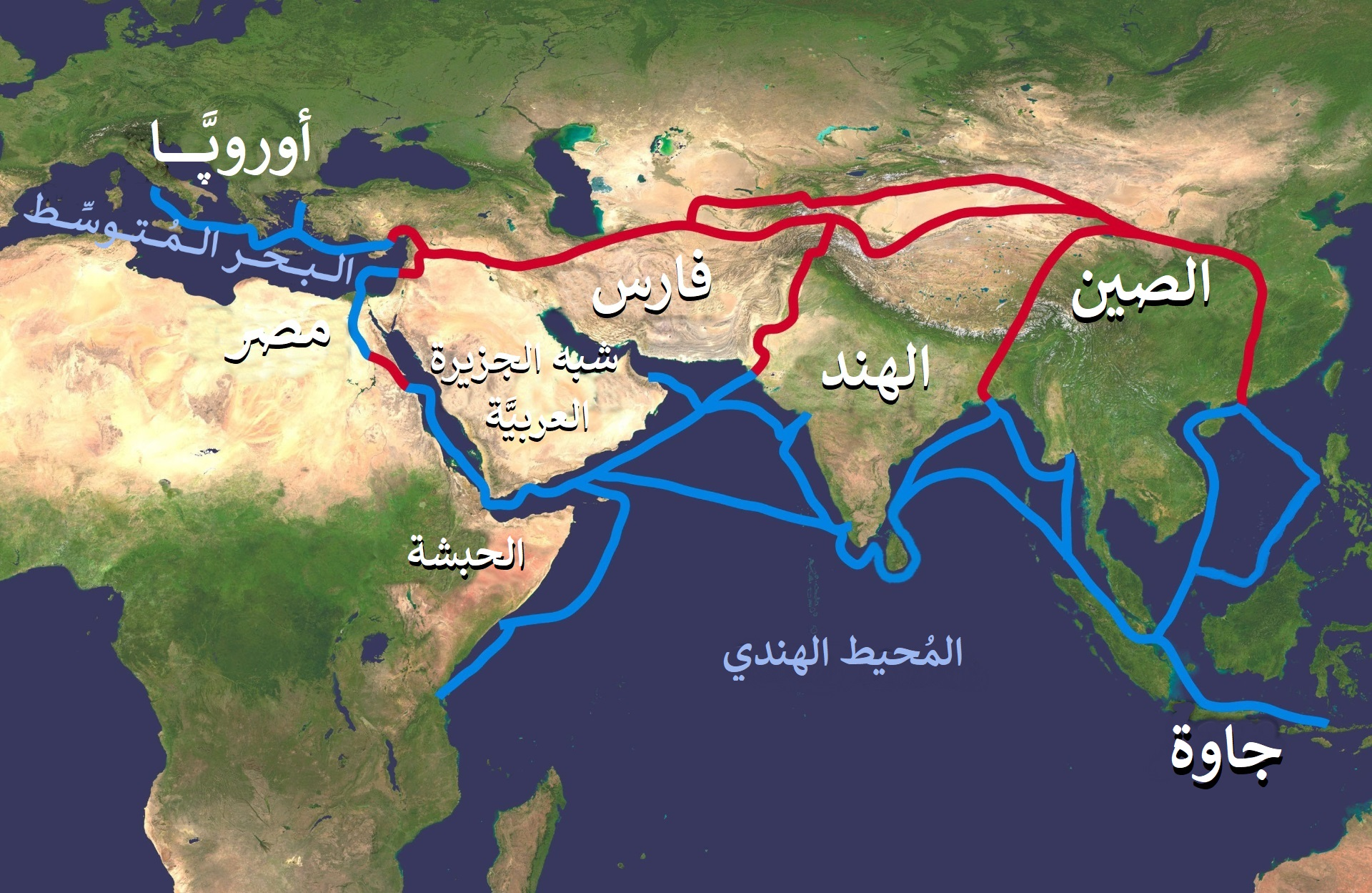
طرق الحرير: شبكة الطرق لممر تشانغآن - تيانشان.

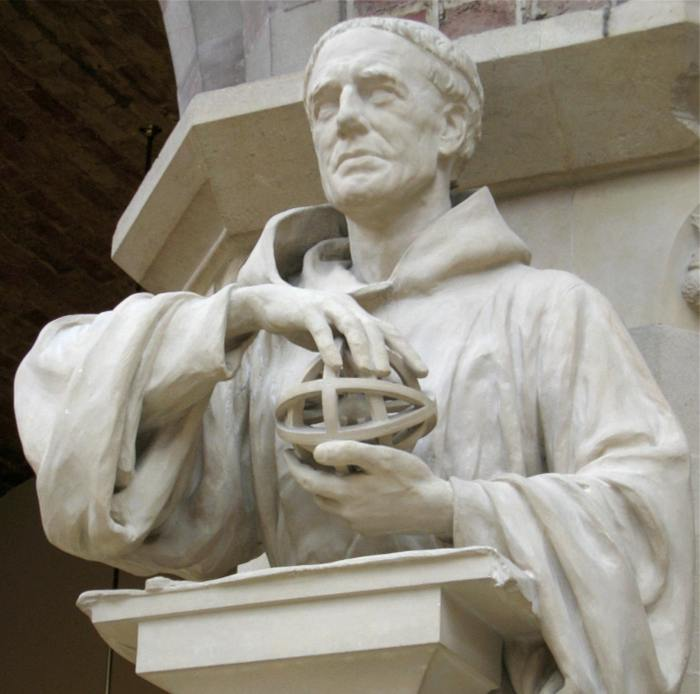
روجر باكون

## البارود في أوروبا
يمكن القول أن الأوروبيين دفعوا بتقنية البارود إلى أقصى حدودها، وحسّنوا الصيغ وابتكروا استخدامات جديدة للمادة بعد إدخالها إلى أوروبا عبر طريق الحرير في القرن الثالث عشر. فقد قاموا بتحسين البارود بعد قرن من اختراع أول مسدس في الصين.
تمكن روجر باكون الخيميائي الأوروبي الشهير (1214 - 1292) من كشف مكونات البارود. ومع توفر هذه المكونات ذهب العلماء والمخترعون والكيميائيون الأوروبيون إلى صنع بارود محفوظ، والذي كان له تنقية مختلفة. استلزم إضافة مادة مبللة إلى البارود ثم تجفيفه كمزيج. باستخدام تقنية البارود المحسّنة، اخترع الراهب الألماني بيرتهولد شوارتز أول مدفع أوروبي في سنة 1353.
وأيضًا قام الأوروبيون بتحسين الأسلحة النارية والتي صنعت في الصين والشرق الأوسط، فاخترعوا بنادق أقوى وأكثر متانة باستخدام تقنيات صنع المعادن الأوروبية المتقدمة. وتعلموا أيضا حساب مقدار القوة التي يبذلها الغاز الموجود في حجرة البندقية [الإنجليزية]، مما أدى إلى صنع مدافع لها القدرة على إطلاق مقذوفات لمسافات أبعد.
وصل البارود المحسن من أوروبا إلى الصين على متن سفينة برتغالية في سنة 1520، على الرغم من أن القربينة العثمانية قد وصلت الصين قبل البرتغاليين. ولكن على كل فقد قدم العثمانيون والبرتغاليون المدفع والبندقية المحسنة وتقنيات أخرى إلى الصين بعد مئات السنين من اختراعها للبارود الأصلي، مما أدى إلى اكتمال رحلة البارود من وإلى آسيا.